# Фиданцева къща
Фиданцевата къща (на гръцки: Οικία Φειδαντσή) е историческа постройка в град Негуш (Науса), Гърция.
Къщата е разположена на улица „Камбитис“ № 37, близо до левия бряг на Арапица. Къщата е двуетажна и показва елементи на традиционната македонска архитектура, подобно на околните къщи. Отворите на приземния и на втория етаж са симетрични. На фасадата около всички отвори има характерна ивица от червена тухла. С такава тухла е направен и назъбеният корниз.
В 1984 година къщата е обявена за паметник на културата.